# Суини, Фрэнсис
Фрэнсис Эдвард Суини-старший (англ. Francis Edward Sweeney, Sr.; род. 24 января 1934 — ум. 10 апреля 2011) — американский политик и юрист. Был членом регионального отделения Демократической партии США в Огайо. Занимал должность председателя Верховного суда штата Огайо с 1993 по 2004 год; отказался баллотироваться на третий срок из-за выхода на пенсию.
Создал коалицию большинства вместе с представителями республиканской партии Полом Пфейфером и Эндрю Дугласом; а также с демократом Элис Роби Резник.
Имел степень доктора юридических наук от Юридического колледжа маршала Кливленда в 1963 году.